# Thyasira scotiana
Thyasira scotiana is een tweekleppigensoort uit de familie van de Thyasiridae. De wetenschappelijke naam van de soort is voor het eerst geldig gepubliceerd in 2009 door Zelaya.